# Adam Vilhelm Müller
Adam Vilhelm Müller, Adam Wilhelm Müller (ur. 9 maja 1842 w Kopenhadze, zm. 17 grudnia 1891 w Gdańsku) – gdański inżynier instalacji sanitarnych i przedsiębiorca oraz duński urzędnik konsularny.
Syn Carla Ludviga Müllera (1809-1891), teologa, numizmatyka i muzealnika oraz Eleonore Frederikke Vilhelmine Georgine z.d. Levetzau. Adam Vilhelm Müller był oficerem rezerwy artylerii armii duńskiej w stopniu porucznika. W Gdańsku przebywał od 1876. Właściciel firmy instalacyjno-produkcyjno-handlowej armatury sanitarnej A.W. Müller w Gdańsku. Pełnił funkcję konsula Danii, Szwecji i Norwegii w Gdańsku (1877-1891), gdzie zmarł. Jego rezydencja mieściła się w Sopocie.